# Каган, Джером
Джером Каган (англ. Jerome Kagan; 25 февраля 1929, Ньюарк, Нью-Джерси — 10 мая 2021, Чапел-Хилл, Северная Каролина) — американский психолог, один из ключевых пионеров психологии развития. Доктор философии (1954), именной исследовательский профессор-эмерит (Daniel and Amy Starch Research Professor) Гарварда, где преподавал с 1964 года. Также работал в Национальном институте психического здоровья и в Национальном исследовательском совете. Он увязал темперамент с биологией. Он один из самых выдающихся психологов 20-го века. Широкую известность получила его книга «The Nature of the Child» (1984). Член Национальной академии медицины и Американской академии искусств и наук.

## Биография
Внук эмигрантов из Восточной Европы. Его родители управляли обувным магазином.
Вырос в Rahway, New Jersey.
Окончил Ратгерский университет со степенью бакалавра по биологии и психологии в 1950 году и получил докторскую степень по психологии в Йельском университете, куда его зазвал видный психолог проф. Frank A. Beach. Некоторое время преподавал в Университете штата Огайо; был призван в армию и проводил исследования в военном госпитале в Вест-Пойнте. Затем присоединился к Научно-исследовательскому институту Фелса в Йеллоу-Спрингс, его работа там послужит появлению его знаковой книги о детском развитии «От рождения до зрелости» (1962). С 1964 года профессор психологии Гарварда. Провел год полевых исследований в Гватемале. С 2005 года на пенсии. Женился в 1951 году, овдовел в 2020 году.
Осталась дочь, внучка и правнук. Автор книг «The Growth of the Child: Reflections on Human Development» (1978), «Galen’s Prophecy: Temperament in Human Nature» (1994) и Three Seductive Ideas. Последняя книга — «A Trio of Pursuits: Puzzles in Human Development» (2021).
В исследовании Хаггблума, используя шесть критериев, среди которых цитирование и признание, Каган числится 22-м самым выдающимся психологом 20-го века, сразу над Карлом Юнгом. Получил почетную степень магистра в Гарвардском университете в 1964 году. Был страстным игроком в теннис.